# Pier Giuseppe Sandoni
Pier Giuseppe Sandoni (né le 1er août 1685 à Bologne – mort le 16 août 1748 à Londres) est un compositeur italien.

## Biographie
Il est l’élève de Giovanni Bononcini.
La cantatrice Francesca Cuzzoni est son épouse.

## Œuvres
Oratoires
- La Pulcella d'Orléans, 1701
- Gli Oracoli della Grazia, 1704
- Il Martirio di Santa Benedetta, 1704
- La Giustizia Placata, 1705
- L'Italia Difesa da Maria, 1705
- Il Trionfo di Jaele, 1705
- ll Trionfo della Grazia, 1706
- Lo Sposalizio di S. Gioseffo con Maria Vergine, 1706

Opéras
- Artaxerxes, 1709
- L'Olimpiade, 1733
- Adriano in Siria, 1734 (livret de Pietro Metastasio)
- Issipile, 1735